# Echinopyrrhosiops decoratus
Echinopyrrhosiops decoratus là một loài ruồi trong họ Tachinidae.